# Parachemmis fuscus
Parachemmis fuscus är en spindelart som beskrevs av Arthur M. Chickering 1937. Parachemmis fuscus ingår i släktet Parachemmis och familjen flinkspindlar.
Artens utbredningsområde är Panama. Inga underarter finns listade i Catalogue of Life.